# Cyclocephala literata
Cyclocephala literata är en skalbaggsart som beskrevs av Hermann Burmeister 1847. Cyclocephala literata ingår i släktet Cyclocephala och familjen Dynastidae. Inga underarter finns listade i Catalogue of Life.